# Enoplops scapha

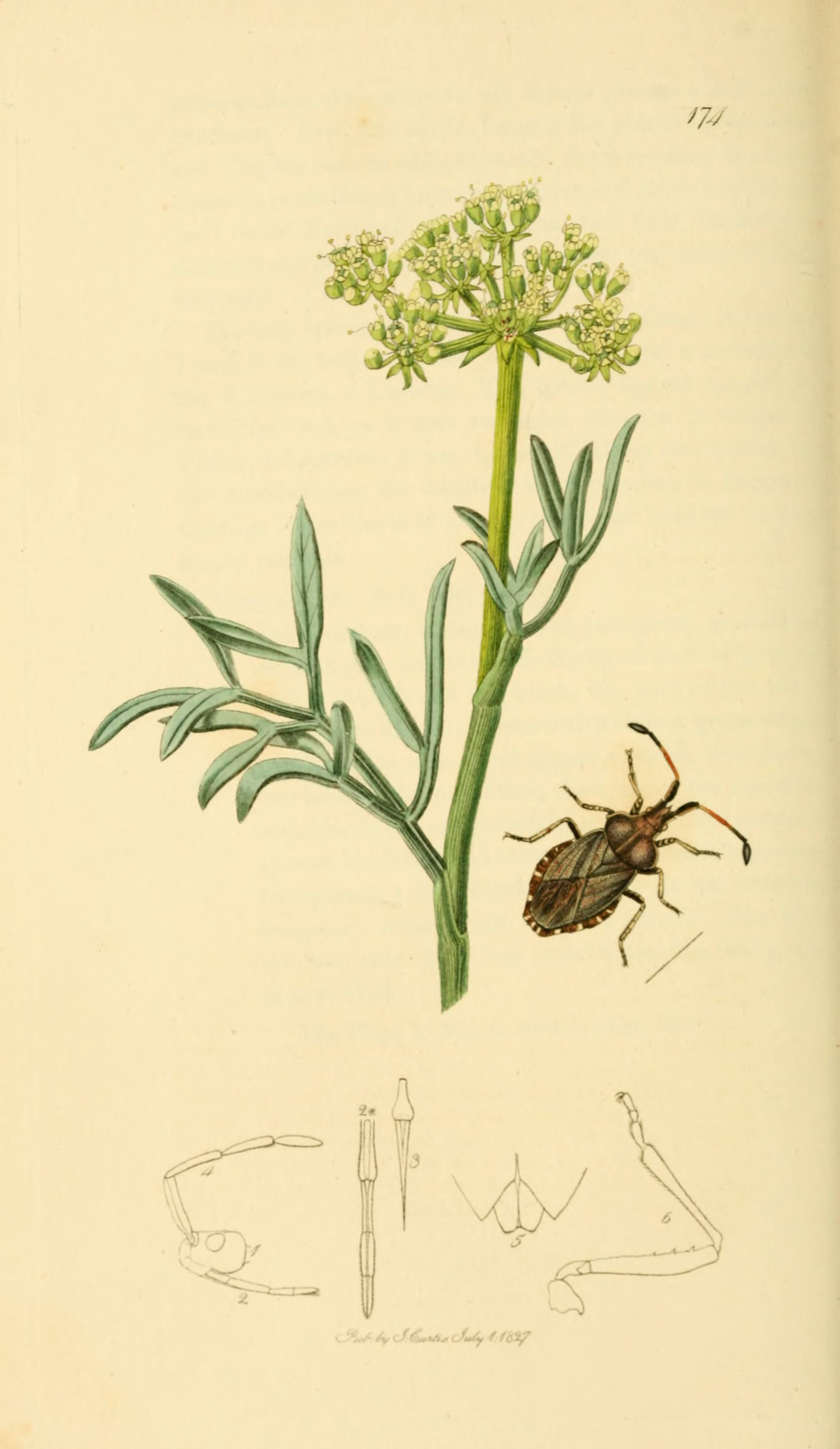
Illustration von Enoplops scapha von John Curtis

Enoplops scapha ist eine Wanze aus der Familie der Randwanzen (Coreidae).

## Merkmale
Die Wanzen werden 11 bis 13 Millimeter lang. Sie sind charakteristisch dunkelgrau gefärbt und haben cremefarbene Flecken am Connexivum. Junge Nymphen haben sehr stark bedornte Fühler und einen grün gefärbten Hinterleib. Ältere Nymphen ähneln auf den ersten Blick Lederwanzen (Coreus marginatus), haben aber spitzer zulaufende Tergite am Hinterleib.

## Verbreitung und Lebensraum
Die Art ist paläarktisch verbreitet. Sie kommt in Deutschland überall vor und ist südlich der Mittelgebirgsschwelle nicht selten, im nördlichen Tiefland aber nur vereinzelt dokumentiert. In Österreich ist die Art weit verbreitet. Man findet sie in den Alpen bis in etwa 1300 Meter Seehöhe. In Großbritannien ist die Art überwiegend nur an den Küsten zwischen Kent und dem Norden von Wales verbreitet und tritt nur lokal auf. Besiedelt werden trockene bis leicht feuchte, offene Lebensräume.

## Lebensweise
Die Tiere sind an Raublattgewächse (Boraginaceae), insbesondere an Hundszungen (Cynoglossum), Natternköpfe (Echium), Lotwurzen (Onosma) und Beinwell (Symphytum) gebunden. Sie saugen am Blattgewebe und vor allem an den reifenden Früchten. Wie auch bei der Lederwanze sind die jüngeren Nymphen an eine bestimmte Wirtspflanze gebunden, ältere Nymphen und Imagines findet man hingegen auch an krautigen Pflanzen aus anderen Familien, wie etwa Kamillen (Matricaria), Greiskräutern (Senecio), Kratzdisteln (Cirsium), Flockenblumen (Centaurea) und Artemisia aus der Familie der Korbblütler (Asteraceae), Möhren (Daucus) aus der Familie der Doldenblütler (Apiaceae), Thymianen (Thymus) und Salbei (Salvia) aus der Familie der Lippenblütler (Lamiaceae) und Königskerzen (Verbascum) aus der Familie der Braunwurzgewächse (Scrophulariaceae). Die Paarung und Eiablage erfolgt im Mai und Juni. Die Weibchen legen ihre Eier an den Grundblättern der Nahrungspflanzen ab. Die Nymphen treten ab Juni auf und sind bis August oder September anzutreffen. Ab Ende Juli kann man die adulten Tiere der neuen Generation finden. Die Überwinterung, etwa unter den Rosettenblättern von Königskerzen findet manchmal in Aggregationen statt.

## Belege